# Prirodne metode kontracepcije
Prirodne metode kontracepcije koriste parovi da bi izbjegli trudnoću bez korištenja specijaliziranih kontracepcijskih sredstava. Zasnivaju se na praćenju vremena ovulacije i plodnih dana i suzdržavanju (apstinenciji) od spolnih odnosa u vrijeme plodnih dana žene. U ove metode pripadaju Billingsova ovulacijska metoda, kalendarska metoda, mjerenje bazalne tjelesne temperature, simpotempalna metoda i persona. Katolička Crkva odobrava prirodne metode kontracepcije.
Začeće se događa tijekom plodnih dana žene. Plodno razdoblje žene traje približno pet dana prije i tri dana poslije ovulacije. To je optimalno vrijeme za začeće. Ovulacija nastupa 14. dana prije sljedeće menstruacije. Ovulacija se sastoji od rasta folikula, njihovog prskanja i oslobađanja jajne stanice iz folikula. Jedna zrela jajna stanica spremna je za oplodnju unutar 24 sata. Ako nije oplođena, jajna stanica propada. Spermiji mogu oploditi jajnu stanicu unutar tri dana nakon spolnog odnosa.
Uspješnost prirodnih metoda kontracepcije varira od 75 do 99%, ovisno o metodi i pravilnosti primjene. Njima se ne mogu spriječiti spolne bolesti (ne mogu se ni mnogim drugim metodama kontracepcije poput kontracepcijskih pilula ili tzv. spirale). Prirodne metode kontracepcije su besplatne, neškodljive i bez nuspojava. Prihvatljive su za gotovo sve religije.

## Metoda mjerenje bazalne tjelesne temperature
Zasniva se na mjerenju tjelesne temperature ujutro nakon spavanja. Obično se mjeri toplomjerom u ustima svaki dan u isto vrijeme. Preporučljivo je ne koristiti sredstva za spavanje i spavati barem 6 sati. Vrijednosti temperature se zapisuju. U normalnom menstruacijskom ciklusu postoje dvije faze. U prvoj fazi temperatura je niža od 36,6 °C, a u drugoj fazi temperatura je u rasponu od 36,6 °C i 37,2 °C. Ovulacija se dogodila 1-2 dana prije porasta temperature. Neplodno razdoblje je tri dana nakon početka povišene temperature. Apstinencija traje od prvog dana menstruacije do tri dana nakon početka povišene temperature.

## Kalendarska metoda (Ogino-Knaus)
Prije primjene metode mjeri se dužina menstruacijskog ciklusa 6 mjeseci. Utvrdi se najduži i najkraći ciklus. Od broja dana u najkraćem ciklusu oduzima se 18, da bi se dobio prvi plodni dan. Od broja dana u najdužem ciklusu oduzima se 11, da se dobije posljednji dan ciklusa. U normalnom menstruacijskom ciklusu od 28 dana plodni dani su obični između 8. i 19. dana. Tada se apstinira.

## Billingsova ovulacijska metoda
To je metoda promatranja cervikalne sluzi. Za vrijeme menstruacijskog ciklusa događaju se promjene u količini, gustoći i sastavu sluzi rodnice - vanjskog spolovila. Svake večeri bilježe se promjene sluzi, koja ostaje na papiru nakon brisanja rodnice. Na početku i na kraju menstruacijskog ciklusa sluzi nema ili je oskudna, gusta, ljepljiva. Nekoliko dana prije ovulacije sluz postaje obilnija, bistrija i elastična. Nakon ovulacije sluz postaje ljepljiva i gušća, a zatim nestaje. Apstinencija se preporučuje od pojave prvih znakova sluzi do 4 dana nakon najobilnije pojave sluzi. U to neplodno vrijeme, sluz je gusta, oskudna ili je nema. Plodni dani traju cijelo vrijeme dok je sluz obilna, bistra i elastična.

## Simpotermalna metoda
Sastoji se od kombiniranja metode mjerenja bazalne tjelesne temperature i Billingsove ovulacijske metode. Daje najbolje rezultate.

## Persona
U ovoj metodi mjeri se razina estradiola u urinu i programirana je za procjenu rizika od trudnoće u pojedinom ciklusu.

## Unutarnje poveznice
- Katolički pogled na kontracepciju